# Выборский район
Выборский район — административно-территориальная единица в составе Ленинградской области РСФСР, существовавшая в 1927—1932 годах.
Выборский район в составе Псковского округа Ленинградской области был образован в 1927 году. В район вошло 15 сельсоветов: Вескинский, Вишлевский, Горбовский, Горский, Ладыгинский, Огородниковский, Рудневский, Савинский, Сонинский, Сорокинский, Степановский, Травинский, Федоровский, Шалашинский, Шиковский.
В 1928 году Шалашинский с/с переименован в Митрофановский.
В 1930 году в результате ликвидации окружного деления Выборский район перешёл в прямое подчинение Ленинградской области.
В 1932 году Выборский район был упразднён. При этом Вескинский, Вишлевский, Горский, Огородниковский, Рудневский, Савинский с/с были переданы в Новоржевский район, а Горбовский, Горский, Ладыгинский, Митрофановский, Рудневский, Сонинский, Сорокинский, Степановский, Федоровский, Шиковский — в Славковский район.